# Jablonec nad Jizerou
Jablonec nad Jizerou es una localidad del distrito de Semily en la región de Liberec, República Checa, con una población estimada a principio del año 2018 de 1670 habitantes. 
Se encuentra ubicada al este de la región, a unos 85 km al noreste de Praga, a la orilla del río Jizera (afluente del curso alto del río Elba).